# Starost
Starost is de Poolse naam voor wat in de Nederlanden een drost, bestuurder van een gebied, zou zijn genoemd. 
Het begrip is al oud, Wenceslaus II liet zich rond 1300 in Groot-Polen en Pommerellen door capitanei of starosten vertegenwoordigen. De functie bleef tot de ondergang van Polen in de Poolse verdelingen bestaan. Ook in het moderne Polen bestaat de titel. 